# 铁人街道
铁人街道，是中华人民共和国黑龙江省大庆市萨尔图区下辖的一个乡镇级行政单位。

## 行政区划
铁人街道下辖以下地区：
铁人社区、奔腾社区、奔二社区、登峰社区和西宾社区。